# Tenuiphantes tenebricoloides
Tenuiphantes tenebricoloides is een spinnensoort in de taxonomische indeling van de hangmatspinnen (Linyphiidae).
Het dier behoort tot het geslacht Tenuiphantes. De wetenschappelijke naam van de soort werd voor het eerst geldig gepubliceerd in 1938 door Ehrenfried Schenkel-Haas.